# Miután annyi minden történt
A Miután annyi minden történt (eredeti cím: After Everything) 2023-as amerikai romantikus filmdráma, amelyet Castille Landon írt és rendezett, Anna Todd Miután című regénysorozata alapján. A Miután boldogok leszünk (2022) című film folytatása és az Miután-filmsorozat ötödik része. A főbb szerepekben Josephine Langford és Hero Fiennes Tiffin látható.
2023. szeptember 13-án mutatták be az Amerikai Egyesült Államokban a Voltage Pictures forgalmazásában. Magyarországon szeptember 14-én jelenítette meg a Prorom Entertainment Kft..

## Cselekmény
Két évvel a Tessával való szakítása után Hardint nem hagyja nyugodni, ahogyan egykori szerelmével viselkedett. Elhatározza, Lisszabonba utazik, hogy bocsánatot kérjen volt barátnőjétől, akiről évekkel korábban véletlenül közzétette a szeretkezésükről készült videót. Közben a Miután című könyv már sikeressé vált, de Hardin nem tudja elfelejteni Tessát, ezért megírja második könyvét is, Mielőtt címmel.
A nyaralás alatt a fiú ki akar békülni Tessával, de a lány nem hajlandó újra összejönni vele. Eközben Hardin testvére, Landon megházasodik, így Hardin visszautazik az Amerikai Egyesült Államokba, hogy részt vegyen a szertartáson. Itt találkozik Tessával és a lány rájön, hogy Hardin megváltozott: a két fiatal egy romantikus táncot követően szeretkezni kezd. Ezután Hardin megkéri Tessa kezét, amit a lány örömmel elfogad.
Évekkel később Hardin hazatér a munkából. A kislánya várja őt, Tessa pedig a második gyermekükkel terhes.

## Szereplők
| Szerep          | Színész             | Magyar hang           |
| --------------- | ------------------- | --------------------- |
| Hardin Scott    | Hero Fiennes Tiffin | Jéger Zsombor         |
| Tessa Young     | Josephine Langford  | Czető Zsanett         |
| Trish Daniels   | Louise Lombard      | Pápai Erika           |
| Christian Vance | Stephen Moyer       | Simon Kornél          |
| Nathalie        | Mimi Keene          | Rudolf Szonja         |
| Sebastian       | Benjamin Mascolo    | Kádár-Szabó Bence     |
| Freya           | Cora Kirk           | Nagy Blanka           |
| Kat             | Rosa Escoda         | Ágoston Katalin       |
| Maddy           | Jessica Webber      | Nagy Katica           |
| Naomi           | Ella Martine        | Kereki Anna           |
| Paloma          | Laura Dutra         | Tenki Dalma           |
| Landon          | Chance Perdomo      | Czető Roland          |
| Nora            | Kiana Madeira       | Lamboni Anna          |
| Ken Scott       | Rob Estes           | Csankó Zoltán         |
| Kimberly        | Arielle Kebbel      | Martinovics Dorina    |
| Emery           | Aya Ivanova         | N/A                   |
| Robert          | Carter Jenkins      | Szatory Dávid         |
| Smith           | Anton Kottas        | Holló-Zsadányi Norman |

### Magyar változat
- Bemondó: Galambos Péter
- Magyar szöveg: Popa Kinga
- Hangmérnök: Cs. Németh Bálint
- Vágó: Sári-Szemerédi Gabriella
- Gyártásvezető: Kincses Tamás
- Szinkronrendező: Marton Bernadett
- Produkciós vezető: Várkonyi Krisztina

A szinkront a Mafilm Audio Kft. készítette el.

## A film készítése
Amint az 2022 augusztusában Portugáliában nyilvánosságra került, a filmet titokban az előző résszel egy időben forgatták. A két film egymás után kezdte meg a forgatást, és ekkorra már bejelentették a gyártás megkezdését.
Josephine Langford és Hero Fiennes Tiffin ismét megkapták Tessa Young és Hardin Scott szerepét. Mimi Keene és Benjamin Mascolo új szereplőkként csatlakozott a szereplőgárdához, Natalie és Stephen szerepében. Emellett Cora Kirk, Rosa Escoda, Jessica Webber és Ella Martine mellékszereplőkként kerültek be a filmbe.